# Округ Кус (Орегон)
Кус (енгл. Coos County) је округ у америчкој савезној држави Орегон.

## Демографија
По попису из 2010. године број становника је 63.043, што је 264 (0,4%) становника више него 2000. године.
| Група             | 2000.          | 2010.          |
| Белци             | 56.616 (90,2%) | 54.820 (87,0%) |
| Афроамериканци    | 194 (0,3%)     | 258 (0,4%)     |
| Азијати           | 568 (0,9%)     | 660 (1,0%)     |
| Хиспаноамериканци | 2.133 (3,4%)   | 3.391 (5,4%)   |
| Укупно            | 62.779         | 63.043         |